# Straßenbahn Aarhus

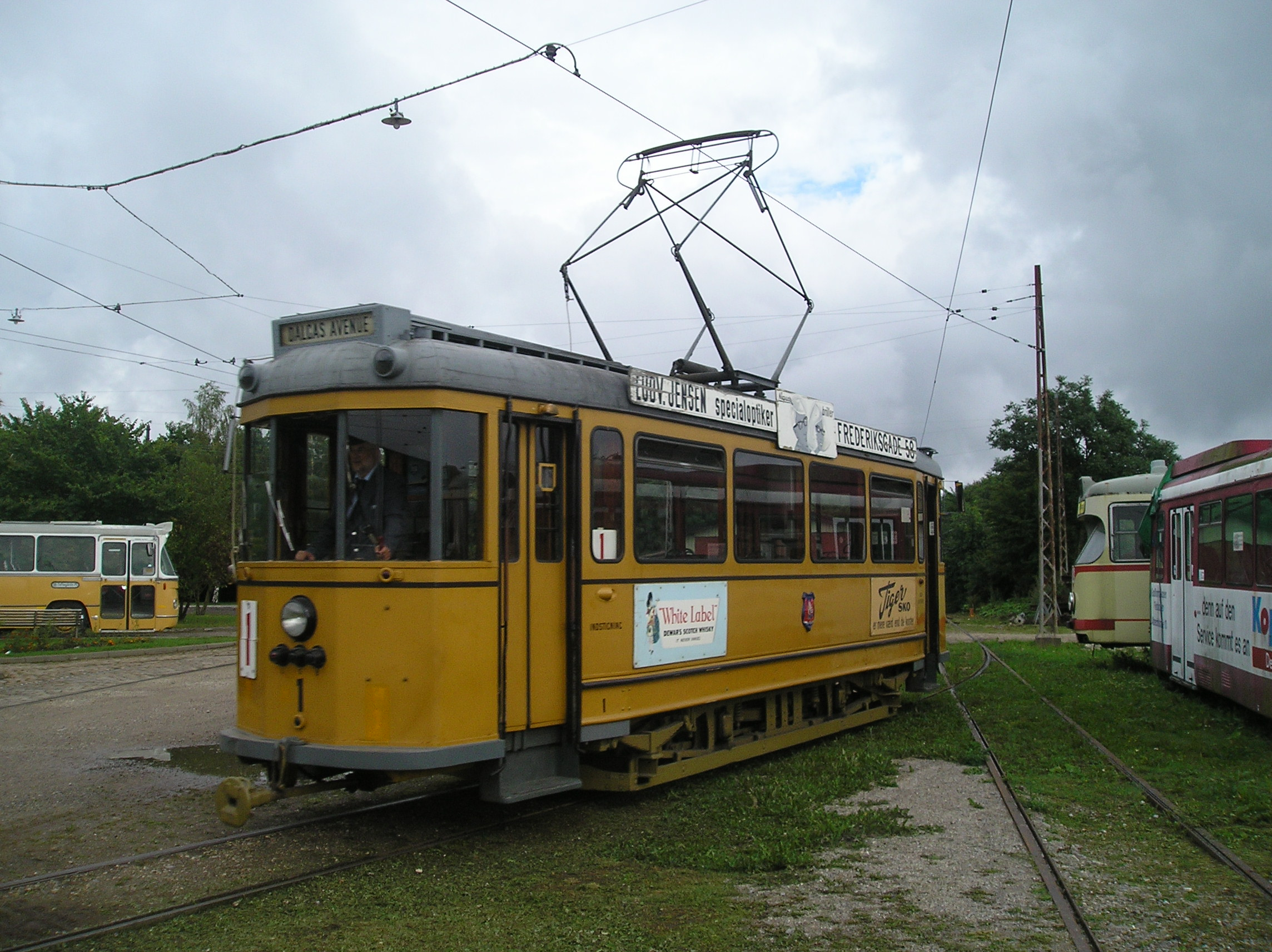
Straßenbahnwagen Nr. 1

Die Straßenbahn Aarhus war ein Straßenbahnsystem in der dänischen Stadt Aarhus.
Sie existierte vom 31. Mai 1884 bis zum 23. Mai 1895 als Pferdebahn mit einer Spurweite von 1435 mm zwischen den Haltestellen Store Torv und Jernbanestationen.
Im September 1903 wurde die Aktiengesellschaft Aarhus Elektriske Sporvej gegründet. Die Gesellschaft betrieb vom 7. Juli 1904 bis zum 7. November 1971 eine elektrische Straßenbahn mit einer Spurweite von 1000 mm auf verschiedenen Linien. Drei Trieb- und vier Beiwagen sind fahrfähig im Straßenbahnmuseum Skjoldenæsholm erhalten.
Seit 2017 existiert ein neues Stadtbahnsystem, das die Bezeichnung Aarhus Letbane trägt. In diesem Projekt ging die Aarhus Nærbane auf.